# 2013年の韓国シリーズ
2013年の韓国シリーズは、公式戦1位の三星ライオンズとプレーオフ勝者の2位斗山ベアーズ間で10月24日から11月1日まで開催され、三星が4勝3敗で下し、史上初のレギュラーシーズン＆韓国シリーズ3連覇と通算7度目の優勝を達成した。韓国シリーズMVPは、朴漢伊が受賞した。

## 準プレーオフ
2013年の準プレーオフでは、ネクセン・ヒーローズと斗山ベアーズが5戦3先勝制の勝負を競った。斗山は第1戦と第2戦に連敗後、第3戦の延長戦でサヨナラ安打で勝利し、第4戦と第5戦にも斗山が勝利を収め、プレーオフに進出した。準プレーオフMVPは崔俊蓆が受賞した。

## プレーオフ
2013年のプレーオフでは、13年ぶりにLGツインズと斗山ベアーズが5戦3先勝制のプレーオフ勝負を競った。斗山が3勝1敗でLGツインズを下し、5年ぶりに韓国シリーズに進出した。プレーオフMVPは、柳熙寬が受賞した。
| ステージ     | 勝利チーム                | 成績   | 星取表 | 敗戦チーム                        |
| ------------ | ------------------------- | ------ | ------ | --------------------------------- |
| 準プレーオフ | 斗山ベアーズ（公式戦4位） | 3勝2敗 | ●●○○○  | ネクセン・ヒーローズ（公式戦3位） |
| プレーオフ   | 斗山ベアーズ（公式戦4位） | 3勝1敗 | ○●○○   | LGツインズ（公式戦2位）           |

## 韓国シリーズ

### 第1戦 10月24日・大邱市民野球場
第1戦は三星は尹盛桓が、斗山は盧景銀が先発登板。1回裏に三星は朴錫珉の左翼越えのソロ本塁打（飛距離105m）で先制した。しかし、斗山は2回表の2死一塁二塁から崔在勳、孫時憲、李鍾旭の3連続安打で3-1と逆転した。5回表には金賢洙が右翼超えのソロ本塁打（飛距離115m）を記録し、1死二塁三塁から李沅錫の2点適時三塁打が出て6-1に差を広げた。6回表には孫時憲が左翼超えのソロ本塁打（飛距離100m）を決め、7-1までリードを奪った。三星は9回裏に1死一塁三塁から二塁ゴロで1点を返すのみで終わった。
|                | 1 | 2 | 3 | 4 | 5 | 6 | 7 | 8 | 9 | R | H  | E |
| -------------- | - | - | - | - | - | - | - | - | - | - | -- | - |
| 斗山ベアーズ   | 0 | 3 | 0 | 0 | 3 | 1 | 0 | 0 | 0 | 7 | 12 | 1 |
| 三星ライオンズ | 1 | 0 | 0 | 0 | 0 | 0 | 0 | 0 | 1 | 2 | 6  | 0 |

1. 勝利：盧景銀（1勝）
2. 敗戦：尹盛桓（1敗）
3. 本塁打
斗山：金賢洙1号ソロ（5回、尹盛桓）、孫時憲1号ソロ（6回、申龍雲）
三星：朴錫珉1号ソロ（1回、盧景銀）

### 第2戦 10月25日・大邱市民野球場
第2戦は第1戦とは異なり、三星先発のリック・バンデンハーク、斗山先発のダスティン・ニッパートによるきっ抗した投手戦となった。7回まで続いていたゼロ行進は8回に崩れた。8回表に斗山は2死一塁三塁からの蔡泰仁の適時打で1点を先制した。しかし、三星も8回裏に1死一塁二塁から蔡泰仁の適時打で直ぐに追い付いた。その後、試合は延長に突入し、接戦が続いたが、延長13回表で勝負が分かれた。13回表に斗山は1死から吳在一が右翼越えのソロ本塁打（飛距離120m）を決めて再びリードし、その後に作った1死一塁二塁から吳載元の打球をサムスン一塁手の蔡泰仁が後ろへ逸らして1点追加した。その後に孫時憲の2点適時打で点差を広げ、5-1で勝負を決めた。韓国シリーズ史上最長の5時間23分の試合時間を記録した。
|                | 1 | 2 | 3 | 4 | 5 | 6 | 7 | 8 | 9 | 10 | 11 | 12 | 13 | R | H  | E |
| -------------- | - | - | - | - | - | - | - | - | - | -- | -- | -- | -- | - | -- | - |
| 斗山ベアーズ   | 0 | 0 | 0 | 0 | 0 | 0 | 0 | 1 | 0 | 0  | 0  | 0  | 4  | 5 | 10 | 0 |
| 三星ライオンズ | 0 | 0 | 0 | 0 | 0 | 0 | 0 | 1 | 0 | 0  | 0  | 0  | 0  | 1 | 7  | 2 |

1. 勝利：鄭載勳（1勝）
2. 敗戦：吳昇桓（1敗）
3. 本塁打
斗山：吳在一1号ソロ（13回、吳昇桓）

### 第3戦 10月27日・蚕室野球場
試合前に朴槿恵大統領による始球式が行われた。4回表に三星は1死満塁から朴漢伊の打球を遊撃手が失策して三塁塁走者が得点した後に李知榮の犠牲フライが出て2点を先制した。三星は7回表にも朴漢伊が三塁への盗塁に成功した後に洪相三の暴投が出て1点を追加した。斗山も7回二死後に洪性炘が左翼越えの2点本塁打（飛距離110m）と孫時憲の適時打で1点差まで追い上げを試みたが、わずかに及ばなかった。
|                | 1 | 2 | 3 | 4 | 5 | 6 | 7 | 8 | 9 | R | H | E |
| -------------- | - | - | - | - | - | - | - | - | - | - | - | - |
| 三星ライオンズ | 0 | 0 | 0 | 2 | 0 | 0 | 1 | 0 | 1 | 3 | 7 | 0 |
| 斗山ベアーズ   | 0 | 0 | 0 | 0 | 0 | 0 | 2 | 0 | 0 | 2 | 5 | 2 |

1. 勝利：張洹三（1勝）
2. セーブ：吳昇桓（1敗1セーブ）
3. 敗戦：柳熙寬（1勝）
4. 本塁打
斗山：洪性炘1号ソロ（7回、張洹三）

### 第4戦 10月28日・蚕室野球場
1回裏に崔俊蓆の二塁打で先制点を得た斗山は続いて1死満塁で梁義智の犠牲フライが出て1点を追加した。三星は9回表に1死満塁から代打鄭炫の犠牲フライで1点を返したが、次の打者の陳甲龍が遊撃ゴロに倒れて試合が終了した。これにより、斗山は優勝に王手をかけた。
|                | 1 | 2 | 3 | 4 | 5 | 6 | 7 | 8 | 9 | R | H | E |
| -------------- | - | - | - | - | - | - | - | - | - | - | - | - |
| 三星ライオンズ | 0 | 0 | 0 | 0 | 0 | 0 | 0 | 0 | 1 | 1 | 4 | 1 |
| 斗山ベアーズ   | 2 | 0 | 0 | 0 | 0 | 0 | 0 | 0 | - | 2 | 6 | 0 |

1. 勝利：李在雨（1勝）
2. セーブ：尹明準（1セーブ）
3. 敗戦：裵英洙（1敗）

### 第5戦 10月29日・蚕室野球場
第5戦先発は三星は尹盛桓、斗山は盧景銀が登板し、第1戦のリターンマッチが行われた。三星は総力戦を繰り広げた。当初6戦の先発に予想されたバンデンハークまで投入して勝利を収めた。三星は1回表に2死後から蔡泰仁のソロ本塁打（飛距離115m）に始まり、崔炯宇、李承燁、朴錫珉、金泰完まで5連続安打で3点を先制した。斗山は2回裏に崔俊蓆のソロ本塁打（飛距離120m）が出たが、三星も3回表に崔炯宇のソロ本塁打（飛距離110m）で再び3点差に戻した。斗山は崔俊蓆の1点適時打と吳在一の2点2塁打で一気に同点に追い付いた。三星は5回表に朴錫珉の1点適時打で1点リードするが、斗山が直ぐに5回裏に崔俊蓆がこの試合2本目のソロ本塁打（飛距離110m）を放ち、再び同点に追い付き、張り詰めた勝負を続けた。三星は8回表に1死二塁三塁から朴漢伊の2点適時打で試合を決定付けた。9回裏に吳昇桓が1イニングを無失点でシリーズ2セーブ目を記録し、瀬戸際で三星が勝利した。
|                | 1 | 2 | 3 | 4 | 5 | 6 | 7 | 8 | 9 | R | H  | E |
| -------------- | - | - | - | - | - | - | - | - | - | - | -- | - |
| 三星ライオンズ | 3 | 0 | 1 | 0 | 1 | 0 | 0 | 2 | 0 | 7 | 11 | 0 |
| 斗山ベアーズ   | 0 | 1 | 3 | 0 | 1 | 0 | 0 | 0 | 0 | 5 | 10 | 0 |

1. 勝利：バンデンハーク（1勝）
2. セーブ：吳昇桓（1敗2セーブ）
3. 敗戦：尹明準（1敗）
4. 本塁打
三星：蔡泰仁1号ソロ（1回、盧景銀）、崔炯宇1号ソロ（3回、盧景銀）
斗山：崔俊蓆1号ソロ（2回、尹盛桓）、崔俊蓆2号ソロ（5回、安志晩）

### 第6戦 10月31日・大邱市民野球場
第6戦の先発には、三星はバンデンハーク、斗山はニッパートが登板し、第2戦のリターンマッチが行われた。斗山は1回表に鄭秀彬の先頭打者本塁打（飛距離110m）で先制した。三星先発のバンデンハークは腕の筋肉痛を訴え、1イニングだけ投げて早期降板した。三星は3回裏に陳甲龍の左翼への打球が斗山の左翼手、金賢洙の足に当たる幸運の二塁打でチャンスを掴み、裵榮燮の犠牲フライで同点に追い付いた。タイの状況が続いていた5回表に崔俊蓆がシリーズ3号の特大場外本塁打（飛距離135m）を放ち、斗山が1点をリードした。6回裏に三星は蔡泰仁が左翼越えの逆転2点本塁打（飛距離115m）を放った。7回裏に三星は、2死一塁二塁で朴漢伊が右翼越えの3点本塁打（飛距離110m）を叩き出し、試合を決定付けた。三星はこの試合で9人の投手を起用し、5戦に続いて再び総力戦を行った。
|                | 1 | 2 | 3 | 4 | 5 | 6 | 7 | 8 | 9 | R | H | E |
| -------------- | - | - | - | - | - | - | - | - | - | - | - | - |
| 斗山ベアーズ   | 1 | 0 | 0 | 0 | 1 | 0 | 0 | 0 | 0 | 2 | 9 | 0 |
| 三星ライオンズ | 0 | 0 | 1 | 0 | 0 | 2 | 3 | 0 | - | 6 | 8 | 0 |

1. 勝利：沈昌珉（1勝）
2. セーブ：吳昇桓（1敗3セーブ）
3. 敗戦：ニッパート（1敗）
4. 本塁打
斗山：鄭秀彬1号ソロ（1回、バンデンハーク）、崔俊蓆3号ソロ（5回、車雨燦）
三星：蔡泰仁2号2点（6回、ニッパート）、朴漢伊1号3点（7回、ニッパート）

### 第7戦 11月1日・大邱市民野球場
第7戦の先発には、斗山が柳熙寬、三星が張洹三が登板し、第3戦のリターンマッチが行われた。斗山は1回表に金賢洙の右翼前適時打で先制したが、三星も1回裏に朴錫珉の犠牲フライで直ぐに同点とした。斗山は3回表に梁義智の犠牲フライで再び1点リードした。しかし、三星も5回裏に1死満塁から李承燁がこれまでの不振を挽回する右翼への1点適時打を放ち同点とした。6回裏に三星は1死満塁の好機で、4番の崔炯宇が三塁ゴロ。三塁から本塁への送球が本塁に滑り込む走者の右腕に当たり、ボールが転々とする間に二者が生還し、4-2とリードを奪った。その後に朴錫珉の2点適時打と金泰完の左中間二塁打でこの回だけで一挙6得点を挙げて勝負を決めた。斗山は7回に孫時憲がソロ本塁打（飛距離110m）を放ったが、時既に遅し。9回表は三星の守護神、吳昇桓が1イニングを完全に抑え、史上初の韓国シリーズで1勝3敗からの3連勝で優勝を決め、同時に史上初の3年連続総合優勝を達成した。
|                | 1 | 2 | 3 | 4 | 5 | 6 | 7 | 8 | 9 | R | H  | E |
| -------------- | - | - | - | - | - | - | - | - | - | - | -- | - |
| 斗山ベアーズ   | 1 | 0 | 1 | 0 | 0 | 0 | 1 | 0 | 0 | 3 | 9  | 2 |
| 三星ライオンズ | 1 | 0 | 0 | 0 | 1 | 5 | 0 | 0 | - | 7 | 12 | 1 |

1. 勝利：安志晩（1勝）
2. 敗戦：ハンキンス（1敗）
3. 本塁打
斗山：孫時憲2号ソロ（7回、安志晩）

- 三星ライオンズが4勝3敗で韓国シリーズ優勝。